# Aeroportul Băneasa (stație de metrou)
Aeroportul Băneasa este o stație proiectată de metrou din București. Se va afla în Sectorul 1, între DN1 și Aeroportul Internațional București Băneasa - Aurel Vlaicu. Termenul estimat de punere în funcțiune este a doua jumătate a anului 2027.
În iunie 2023 lucrările de construcție a stației începuseră.